# Contea di Ray
La contea di Ray in inglese Ray County è una contea dello Stato del Missouri, negli Stati Uniti. La popolazione al censimento del 2000 era di 23 354 abitanti. Il capoluogo di contea è Richmond